# Косово на Олімпійських іграх
Республіка Косово дебютувала у 2016 році в Ріо-де-Жанейро. На зимових іграх дебютує в Пхенчхані у 2018 році. Прапороносцем збірної на літніх Олімпійських іграх в 2016 році була Майлінда Келменді. Олімпійський комітет Республіки Косово був сформований ще в 1992 році.

## Таблиці медалей

### За літніми іграми
| Ігри     | Спортсменів | Золото | Срібло | Бронза | Разом | Місце |
| Ріо 2016 | 8           | 1      | 0      | 0      | 1     | 54    |
| Усього   | Усього      | 1      | 0      | 0      | 1     | 107   |

### За видами спорту
| Вид спорту | Золото | Срібло | Бронза | Загалом | Місце |
| Дзюдо      | 1      | 0      | 0      | 1       | 32    |
| Усього     | 1      | 0      | 0      | 1       | 107   |